# CDC-Cavaliere
La CDC-Cavaliere, nota precedentemente come Centri della Calzatura, era una squadra maschile italiana di ciclismo su strada. Attiva inizialmente come formazione dilettantistica, dal 2008 al 2010 ebbe licenza di UCI Continental Team.

## Storia
La squadra Centri della Calzatura di Montegranaro, nelle Marche, fu attiva attiva come formazione dilettantistica tra fine anni 1990 e anni 2000. Tra i ciclisti che vestirono la maglia del team si ricordano i messicani Julio Alberto Pérez Cuapio (1999) e Moisés Aldape (2003-2004), e il colombiano Miguel Ángel Rubiano (2005).
Per la stagione 2008 la squadra assunse licenza di formazione Continental con la denominazione "Centri della Calzatura-Partizan". La sede era in Serbia, a Belgrado, e l'organico, diretto dall'esperto ds Primo Franchini e dal manager Floriano Torresi, era di 16 atleti, di cui solo tre italiani; tra i ciclisti, lo stesso Rubiano (di rientro da due anni alla Panaria), Daniele Callegarin e Žolt Der. Nel 2009, cessata la partnership con Partizan, ci fu il ritorno in Italia, a Montegranaro. Il nome cambiò in "Centri della Calzatura" e la rosa mutò notevolmente, gli atleti diventarono 17 e per la maggior parte italiani.
Nel 2010, ultimo anno di attività prima della fusione con l'altra Continental Nippo, la squadra, sponsorizzata da Cavaliere Srl di Montoro, fu chiamata CDC-Cavaliere; in rosa contava atleti come Luca Ascani, Giuseppe Muraglia, Bernardo Riccio e Davide Torosantucci, mentre saltò l'accordo con il danese Michael Rasmussen.

## Cronistoria

### Annuario
| Anno | Codice | Nome                            | Cat. | Biciclette | Dirigenza |
| ---- | ------ | ------------------------------- | ---- | ---------- | --- |
| 2008 | CZP    | Centri della Calzatura-Partizan | CT   | ?          | Manager: Branko Banovic Dir. sportivi: Dusan Banovic, Pasquale Di Monaco, Primo Franchini, Aleksandar Nikacevic, Floriano Torresi, Alberto Trapassi, Sasa Gajicic |
| 2009 | CZP    | Centri della Calzatura          | CT   | Somec      | Manager: Floriano Torresi Dir. sportivi: Primo Franchini, Andrea Peschi                                                                                           |
| 2010 | CDC    | CDC-Cavaliere                   | CT   | Somec      | Manager: Mirco Piersanti Dir. sportivi: Primo Franchini, Fabrizio Fabbri, Andrea Peschi                                                                           |

### Classifiche UCI
| Anno | Classifica  | Pos. | Migliore cl. individuale  |
| ---- | ----------- | ---- | ------------------------- |
| 2008 | Europe Tour | 37º  | Daniele Callegarin (128°) |
| 2009 | Europe Tour | 12º  | Daniele Callegarin (21°)  |
| 2010 | Europe Tour | 56º  | Luca Ascani (250º)        |

## Palmarès

### Campionati nazionali
- Campionati serbi: 2

Cronometro: 2008 (Esad Hasanović); 2009 (Žolt Der)